# ديريك فوستر
ديريك فوستر (19 مارس 1907 - 13 أكتوبر 1980) (بالإنجليزية: Derek Foster)‏ هو لاعب كريكت بريطاني (وحمل سابقاً جنسية المملكة المتحدة لبريطانيا العظمى وأيرلندا).